# Пильман, Филипп
Фили́пп Пильма́н, Пиллеман (фр. Philippe Pillement, 1684—1730) — французский живописец и художник-декоратор, некоторое время работавший в России при дворе Петра I; представитель раннего рококо, деятель петровской россики. 
По версии В. Г. Власова — ровесник и соученик Антуана Ватто в мастерской Клода Жилло. В 1717—1724 годах работал в Санкт-Петербурге по рекомендации Жан-Батиста Александра Леблона вместе с Николя Пино. В 1724 году выполнял декоративные росписи в Петергофе в духе Ватто, в Большом дворце и в малом дворце Монплезир. В Монплезире в 1718 году Пильман выполнил роспись Большого, или Парадного, зала вместе с десятью русскими живописцами из Оружейной канцелярии, а весной следующего года по проекту И. Браунштайна расписал плафон Лакового, или Китайского, кабинета.
Воспитал множество русских учеников. Выполнял картоны для Петербургской шпалерной мануфактуры.